# Eelke Bakker
Eelke Bakker (Ballum, 28 juli 1910 – Dokkum, 3 mei 2020) was sinds het overlijden van de 107-jarige Jan Willem van de Kamp op 31 mei 2017 de oudste man van Nederland (hiervoor was Bakker al de oudste nog levende man van Friesland, meer bepaald sinds 30 maart 2013) en sinds 4 augustus 2018 de oudste Fries ooit. Bakker was sinds het overlijden van de 108-jarige in België woonachtige priester Jacques Clemens - die de Nederlandse nationaliteit had behouden - op 7 maart 2018 tevens de oudste man van de Benelux en de laatste nog levende Nederlandse man geboren in 1910.

## Levensloop
Bakker werd geboren in het dorpje Ballum op Ameland. In 1928 verhuisde hij, op 18-jarige leeftijd, naar Anjum, waar hij werk vond bij een boer. Hij trouwde in Metslawier met Bauktje Sonnema, die in 2007 op 92-jarige leeftijd stierf. Samen kregen ze vier kinderen (drie zonen en een dochter), van wie een zoon overleed in 2010. Sinds 1959 woonde hij in het naastgelegen Dokkum, waar hij tot zijn overlijden zelfstandig woonde. Later werkte Bakker bij Rijkswaterstaat, waar hij meewerkte aan de bouw van de Afsluitdijk.
Bakker kwam uit een familie met sterke genen: zijn vader werd 89 jaar, zijn moeder en een van zijn oma's werden 90 jaar, een van zijn opa's haalde de 96 en zijn zussen waren respectievelijk 92 en bijna 101 en 102 bij hun overlijden. Verder kreeg hij op 99-jarige leeftijd nog een pacemaker ingeplant. Zijn gezondheid werd hierdoor flink verbeterd. Bakker kon tot op hoge leeftijd zonder rollator of wandelstok lopen, zonder bril lezen en zonder gehoorapparaat horen. Zijn geheim was naar eigen zeggen elke dag roggebrood met veel spek eten.
Hoewel Bakker lange tijd de oudste inwoner van Nederland was, was hij tot 7 juni 2018 niet de oudste in Nederland geboren man. Henry Van Stelten, die in de Verenigde Staten woonde en ook de Amerikaanse nationaliteit had verworven, was op het moment van zijn overlijden ruim een jaar ouder dan Bakker (hij werd geboren op 18 juli 1909).